# King Edward

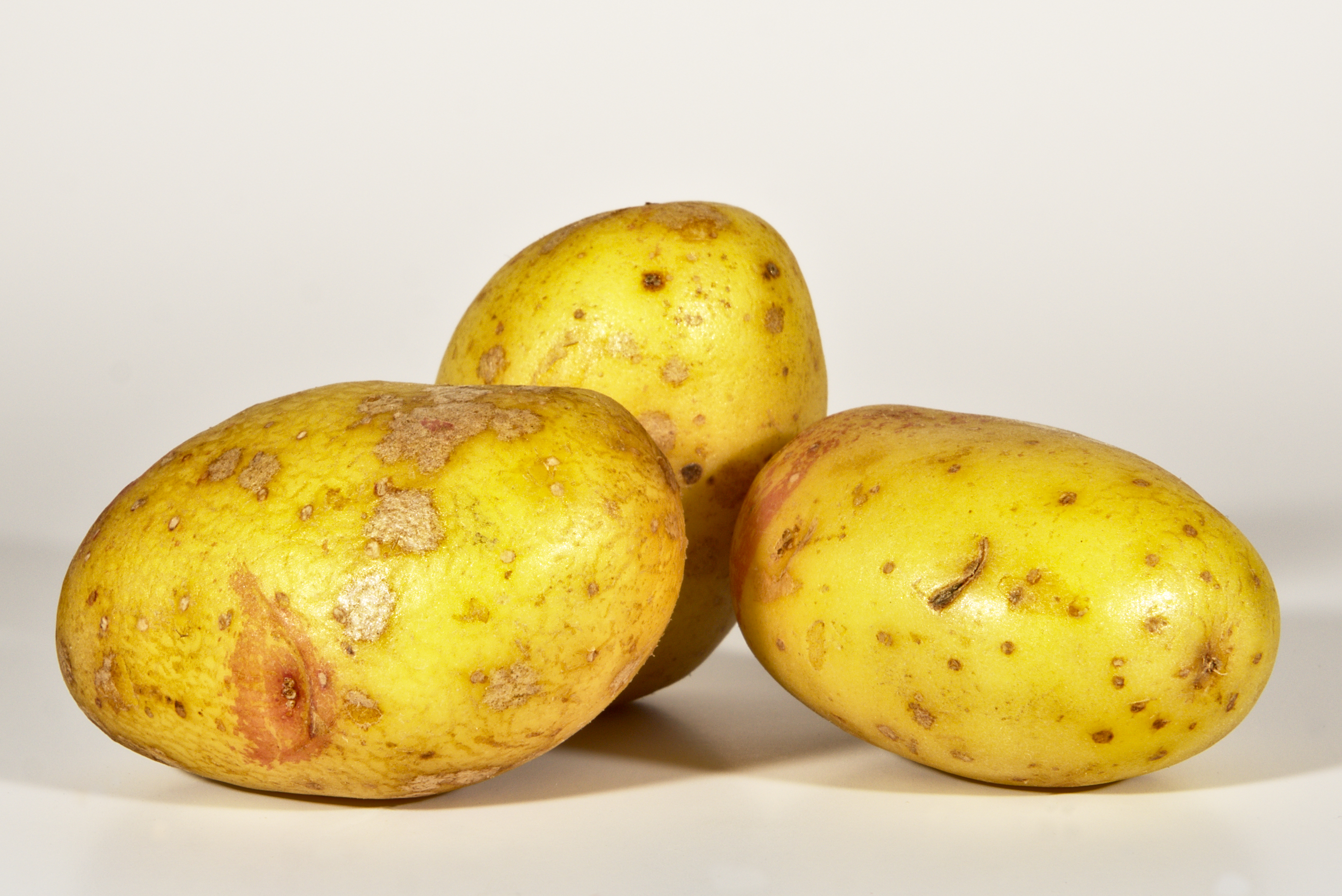
King Edward.

King Edward är en potatissort som inuti är spröd och efter kokning något mjuk. Skalet skiftar i rött. Blomfärgen är rödviolett. Ursprungslandet är Storbritannien. Första marknadsföring skedde precis i början av 1900-talet, men sorten infördes först i slutet av 1940-talet i sortlistan. King Edward har medelhög avkastning. Sorten har lätt för att bli grön, och bör därför kupas extra noga för att förhindra detta. Dessutom bör odlaren gödsla varsamt, då den lätt kan mörkfärgas och bli blöt efter kokning. 
King Edward är en av de potatissorter som kräver mest bekämpningsmedel vid odlingen. Den bör därför ej odlas inom områden där potatiskräfta och nematoder förekommer. 
King Edward är lämplig som bakpotatis, till potatismos och olika ugnsrätter.

## Etymologi
Sortens egentliga namn är King Edward VII, vilket den fick i samband med att den kom ut på marknaden 1902, samma år som Storbritanniens kung kröntes.